# Wishart Spence
Wishart Flett Spence, né le 9 mars 1904 à Toronto en Ontario et décédé le 16 avril 1998, était un juge canadien. Il a été juge puîné de la Cour suprême du Canada de 1963 à 1978. Il est membre de l'ordre du Canada.

## Biographie
Whishart Flett Spence est né le 9 mars 1904 à Toronto en Ontario. Il a été diplômé d'un baccalauréat universitaire ès lettres en science politique de l'Université de Toronto en 1925. Il a été étudié le droit à l'Osgoode Hall Law School et est entré au barreau de l'Ontario en 1928. En 1929, il a reçu une maîtrise en droit de la faculté de droit de Harvard. Il a pratiqué le droit à Toronto et a été un enseignant à temps partiel à l'Osgoode Hall Law School.
En 1950, il a été nommé juge de la Haute cour de justice de l'Ontario (en). Le 30 mai 1963, il a été nommé juge à la Cour suprême du Canada. En 1966, il a été président d'une commission royale enquêtant l'affaire Munsinger (en) qui impliquait des allégations qu’une espionne de l'Allemagne de l'Est couchait avec des ministres canadiens. Il a pris sa retraite de la Cour suprême le 29 décembre 1978. En 1979, il a été nommé compagnon de l'ordre du Canada. Il décéda le 16 avril 1998 à l'âge de 94 ans.